# ASA Film
ASA-film A/S blev grundlagt i 1936 af Lau Lauritzen junior og er mest kendt for solide succés'er som Morten Korch- og Far til fire-filmene.
Selskabet havde lokaler i Lyngby indtil 1972, hvor studierne blev overtaget af Staten og Det Danske Filmstudie.
Selskabet har dog stadig produktionskontor på Blomstervænget i Lyngby og lokaliteter i Svendborg på Fyn mens administrationen er placeret på Hambros Allé i Hellerup.
Blandt de senere film fra 1990'erne er: Den store badedag fra 1991 og De frigjorte som fik en Bodil i 1994.

## Historie
A/S Filmatelieret ASA (Oprindelige navn: Aktieselskabet Atelieret) blev oprettet i 1936 af Lau Lauritzen junior, Henning Karmark og John Olsen (filmudlejningsselskabet Teatrenes Filmskontor) i samarbejde med Gutenberghus. Henning Karmark var direktør og daglig leder af studiet, som også blev lejet ud til bl.a. svenske filmselskaber. Studiet var egentligt oprettet som en slags "ejendomsselskab", beregnet til udlejning til forskellige producenter. De fleste film på ASA blev finansieret af konsortier, hvor Henning Karmark og John Olsen indgik sammen eller alene. Lau Lauritzen tog sig af den kunstneriske side som instruktør og skuespiller. En fjerde central person på ASA var Alice O'Fredericks, som også var instruktør.
John Olsen var kommet med i samarbejdet på ASA, da han i forvejen havde produceret nogle få film i sit selskab: Teatrenes Filmskontor, som også stod for filmudlejning. John Olsen ville fortsat producere film, men havde store problemer med at leje studieplads hos hhv. Nordisk Film og Palladium. John Olsen var hovedaktionær i ASA indtil 1940.
I 1941 ragede Henning Karmark og John Olsen uklar på grund af uenighed om nogle udbetalte honorarer fra svenske producenter, der havde optaget film i studiet. Der fulgte en retssag, som Karmark dog vandt. Men samarbejdet mellem de to herrer var afbrudt.
John Olsen startede derfor Saga Studio i 1942, som et enkeltmandsejet firma. Derved fik ASA et udlejningsproblem. John Olsen stod nemlig for udlejningen af ASA's film gennem sit firma Teatrenes Filmskontor A/S. Henning Karmark startede derfor – sideløbende med sin position som direktør for studiet – Merkur Film – som i 1943 blev til A/S ASA Filmudlejning, som et selvstændigt selskab, der skulle udleje ASA's produktioner samt distribuere film for andre producenter. Endvidere stiftede Karmark i samarbejde med blandt andre Aage Stentoft produktionsselskabet Apollon Film, som dog kun kom til at stå bag 2 film. Disse blev optaget på ASA – studiet, som Karmark jo i forvejen styrede.
I 1945 solgte Henning Karmark sine aktier og gik ud af bestyrelsen og direktionen for både Filmatelieret ASA og ASA Filmudlejning. Den reelle årsag hertil var det problematiske i hans medlemskab af Nazistpartiet, Danmarks Nationalsocialistiske Arbejderparti, i krigens første år. Lau Lauritzen overtog aktiemajoriteten og direktørposterne i både studiet og udlejningsselskabet og stod som hovedproducent for en række af de film, der blev optaget på studiet. Allerede i 1946 forlod Lau Lauritzen direktørposten i ASA Filmudlejning på grund af arbejdspres, men var fortsat hovedaktionær og direktør for Filmatelieret ASA. Direktørposten i ASA Filmudlejning blev overtaget af Fr. A. Petersen. Det var dog en offentlig hemmelighed, at Henning Karmark alligevel deltog "som bagmand" i ASA Filmudlejning. Han trådte først officielt frem som meddirektør i ASA Filmudlejning i 1949, da det blev bekræftet, at der ikke ville blive rejst sag mod ham for hans rolle under besættelsen. Han medfinansierede i hele perioden ukrediteret nogle af de film, hvor Lau Lauritzen var hovedproducent og begyndte selv som hovedproducent i 1949 på de første Morten Korch film. Karmark lejede sig ind hos ASA – og producerede filmene i tæt samarbejde med studieselskabet.
Op gennem 1950'erne fortsatte Karmark produktionen af Morten Korch-filmene og en række andre folkekomedier i tæt samarbejde med ASA studiet. I perioden 1955 – 1959 producerede Karmark sideløbende nogle film på Palladiums atelier, da han ikke kunne få plads på ASA studiet til de film, han ville have i gang. 
I 1964 solgte Lau Lauritzen ASA-studiet til Svend Grønlykke og Lene Grønlykke, som i samarbejde med Bent Christensen fortsatte produktionen under navnet ASA Film Studio. De havde planer om film i helt andre genrer.
Henning Karmark fortsatte med at producere film i studiet, hvor også Lau Lauritzen lejede sig ind med Mig og min lillebror filmene. I 1972 blev ASA-studiet solgt til staten og blev videreført som: Det Danske Filmstudie – således at der var kapacitet til at optage de institutionsstøttede film.
ASA navnet tilhører fortsat Svend Grønlykke som omkring 1990 solgte navnet til Henrik Møller Sørensen, der oprettede produktionsselskabet ASA Film Production, der bl.a. har lavet Den store Badedag.
Henning Karmark solgte A/S ASA Filmudlejning i 1972 sammen med alle hans andele i de ca. 100 film han havde været producent eller medproducent på.
Selskabet lagde i folkemunde navn til det kunstige sprog, som der var tendens til at tale i ældre danske film. Det blev kaldt ASA-dansk.